# Eduard Wiktorowitsch Guschtschin
Eduard Wiktorowitsch Guschtschin (russisch Эдуард Викторович Гущин, engl. Transkription Eduard Gushchin; * 27. Juli 1940 in Motygino, Region Krasnojarsk; † 14. März 2011 in Moskau) war ein russischer Kugelstoßer, der für die Sowjetunion antrat. 
1965 gewann er Bronze bei der Universiade und 1967 Silber bei den Europäischen Hallenspielen.
1968 holte er bei den Olympischen Spielen in Mexiko-Stadt mit 20,09 m die Bronzemedaille hinter den US-Amerikanern Randy Matson (20,54 m) und George Woods (20,12 m). Kurz zuvor hatte Guschtschin mit 20,28 m ebenfalls in Mexiko-Stadt als erster sowjetischer Athlet die 20-Meter-Marke übertroffen.
Bei den Leichtathletik-Europameisterschaften 1969 in Athen wurde er Sechster.
1968 und 1970 wurde er sowjetischer Meister.